# Museo Nacional Húngaro
El Museo Nacional Húngaro (en húngaro: Magyar Nemzeti Múzeum) alberga la primera y más grande colección pública de Hungría. Se encuentra en uno de los edificios más hermosos de la Gran Avenida. Su estilo es clasicista. Fue inaugurado en 1846. 

## Historia
Se dice que fue fundado en 1802, cuando el conde Ferenc Széchényi creó la Biblioteca Nacional Széchényi. Fue seguida, un año después, por la donación de una colección de minerales por la viuda de Széchényi. Esto llevó a la creación de un Museo Nacional Húngaro como museo de historia natural, y no sólo una biblioteca. En 1807 el parlamento Nacional Húngaro legisló la nueva institución y pidió a la nación que ayudaran mediante donaciones al museo.
El Parlamento húngaro de 1832-1834 ayudó al crecimiento del museo. Votó dar medio millón de florines para ayudar a la construcción de un edificio nuevo para el museo. En esta época, el Museo de Historia Natural Húngaro se constituyó oficialmente bajo el Museo Nacional Húngaro. Más tarde, en 1846, el museo se trasladó a su actual sede en VIII. Múzeum krt. 14-16. Aquí se encuentra el museo, en un edificio de estilo neoclásico diseñado por Mihály Pollack.
El edificio es uno de los símbolos de la independencia nacional, ya que fue escenario relevante de la revolución del 15 de marzo de 1848. Ese día actualmente es fiesta nacional y el museo todos los años sirve como escenario de los actos conmemorativos.

## Colecciones
El Museo Nacional Húngaro tiene siete exposiciones permanentes. Su rica colección presenta la historia de Hungría desde la fundación del estado, junto a una muestra de obras de piedra de la época romana y medieval, hasta 1990. La exposición sobre la Edad Media cubre temas como la edad de los Árpads, la Hungría bajo el poder otomano, Transilvania y el reino de Hungría. El Museo también se expone sobre la Edad Moderna y Contemporánea. La sección de Edad Moderna comienza con la Guerra de Independencia Rákóczi, en la exposición se muestra diferentes secciones del atuendo militar de la época y varias monedas. La sección de historia contemporánea acaba con el auge y caída del sistema comunista en Hungría.

## Acceso turístico
Al Museo de bellas Artes se puede llegar con el metro 2/rojo viajando hasta la estación Astoria y caminando en dirección al Danubio. Igualmente viajando con el metro 3/azul bajándose en la estación Kálvin Tér, y caminando en dirección opuesta al Danubio se puede acceder fácilmente al Museo. Viajando en los tranvías 47 y 49 bajándose en cualquiera de las dos estaciones (Astoria y Kálvin Tér) y caminando en las direcciones respectivas se puede arribar al Museo, pues éste se halla justo entre ellas en la avenida principal.